# لينو غوتيرز
لينو غوتيرز (بالإنجليزية: Lino Gutierrez)‏ هو دبلوماسي أمريكي، ولد في 26 مارس 1951.

## وصلات خارجية
- لينو غوتيرز على موقع إن إن دي بي (الإنجليزية)